# Kościół Narodzenia Najświętszej Maryi Panny w Ostrowie
Kościół Narodzenia Najświętszej Maryi Panny w Ostrowie – katolicki kościół filialny znajdujący się w Ostrowie (gmina Sulęcin, numer 56). Należy do parafii św. Henryka w Sulęcinie. 

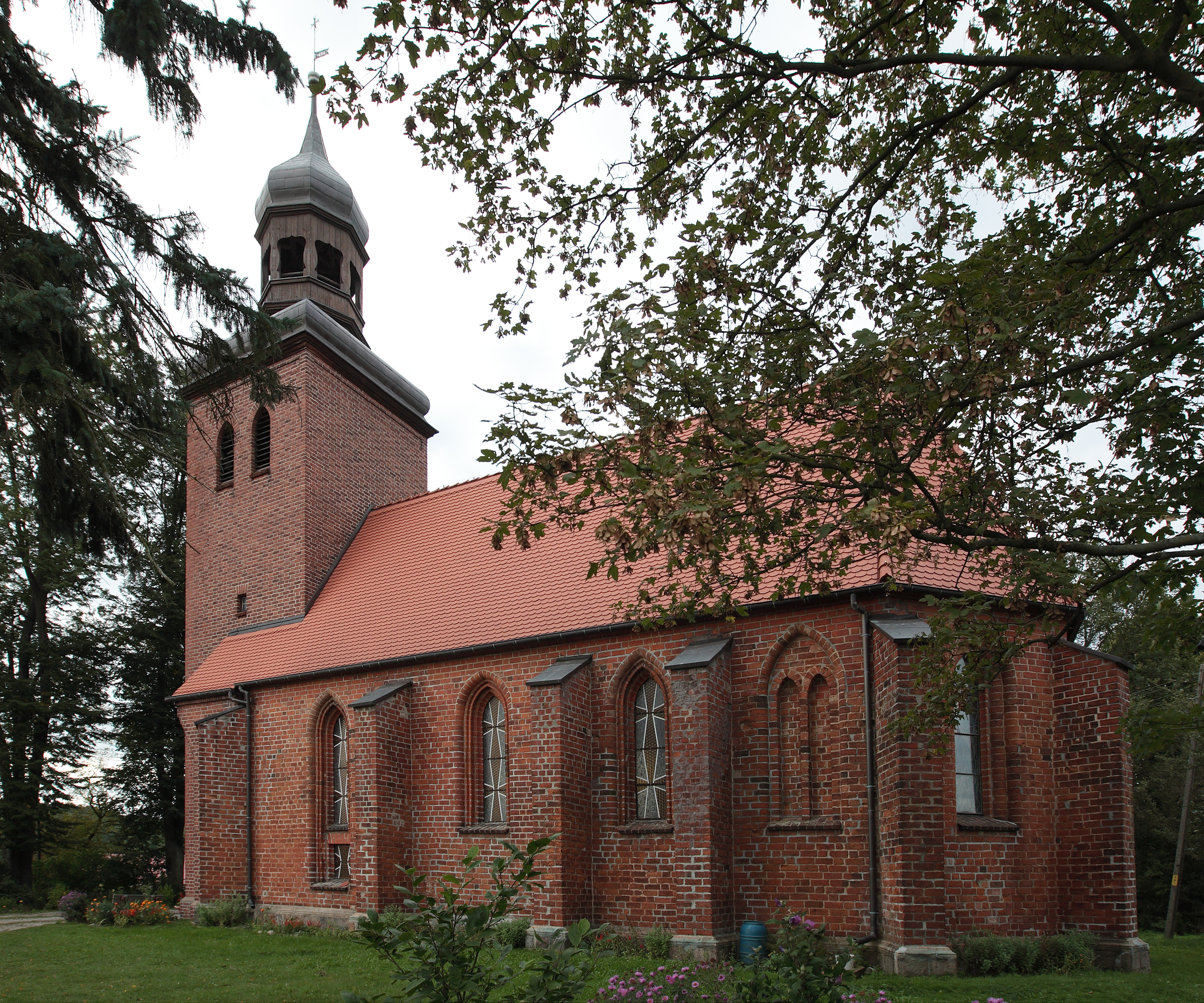
Widok od prezbiterium

## Historia

### Okres katolicki
Pierwsza historyczna wzmianka o świątyni pochodzi z 1443. W tamtym czasie obiekt nie posiadał wieży (dostawiono ją w 1680 i miała konstrukcję ryglową) oraz miał formę kaplicy zakonnej (zarządzali nią templariusze, być może istniała tu komandoria). W 1511 rozpoczęto prowadzenie w Ostrowie ksiąg kościelnych, które spłonęły podczas pożaru w 1740. Najprawdopodobniej parafia przy kościele powstała na krótko przed reformacją. W 1751 i w 1838 wieżę remontowano. Stopniowo wymieniano też wyposażenie. W 1694 ufundowano ołtarz główny. 

### Okres protestancki
Początek XVIII wieku odcisnął się na świątyni zmianą wyznania na protestanckie. W latach 1877–1879 przeprowadzono generalny remont kościoła. Dokonano zasadniczych zmian w obrębie gzymsu wieńczącego, cokołu i obramień okiennych. Od wewnątrz obiekt na nowo otynkowano. Zmieniono też posadzkę. W 1911 w miejsce starej, mocno zniszczonej wieży ryglowej zbudowano nową - ceglaną o formach neogotyckich i neobarokowych. Przy tej okazji wymalowano polichromię wewnętrzną w formie roślinnych wici. Wstawiono też nowe ławki i wykonano emporę dla organów. 

### Po II wojnie światowej
Po 1945 kościół stał nieużytkowany i niszczał, oryginalne wyposażenie nie zachowało się. Poświęcenie pod obecnym wezwaniem nastąpiło w 1957 (filia parafii św. Henryka z Sulęcina). Kilkakrotnie po wojnie odmalowywano wnętrze, zmieniono pokrycie dachowe, odsłonięto ceglany wątek żeber sklepienia i ścian (sklepienie krzyżowo-żebrowe) oraz położono nową posadzkę.
W kościele znajduje się epitafium kamienne J.Ch. Simonsa, który zmarł w 1753. Ma ono formę barokowego kartusza. W zachodniej ścianie (wieża) portal ostrołukowy.